# Leichtathletik-Weltmeisterschaften 1999/Kugelstoßen der Männer

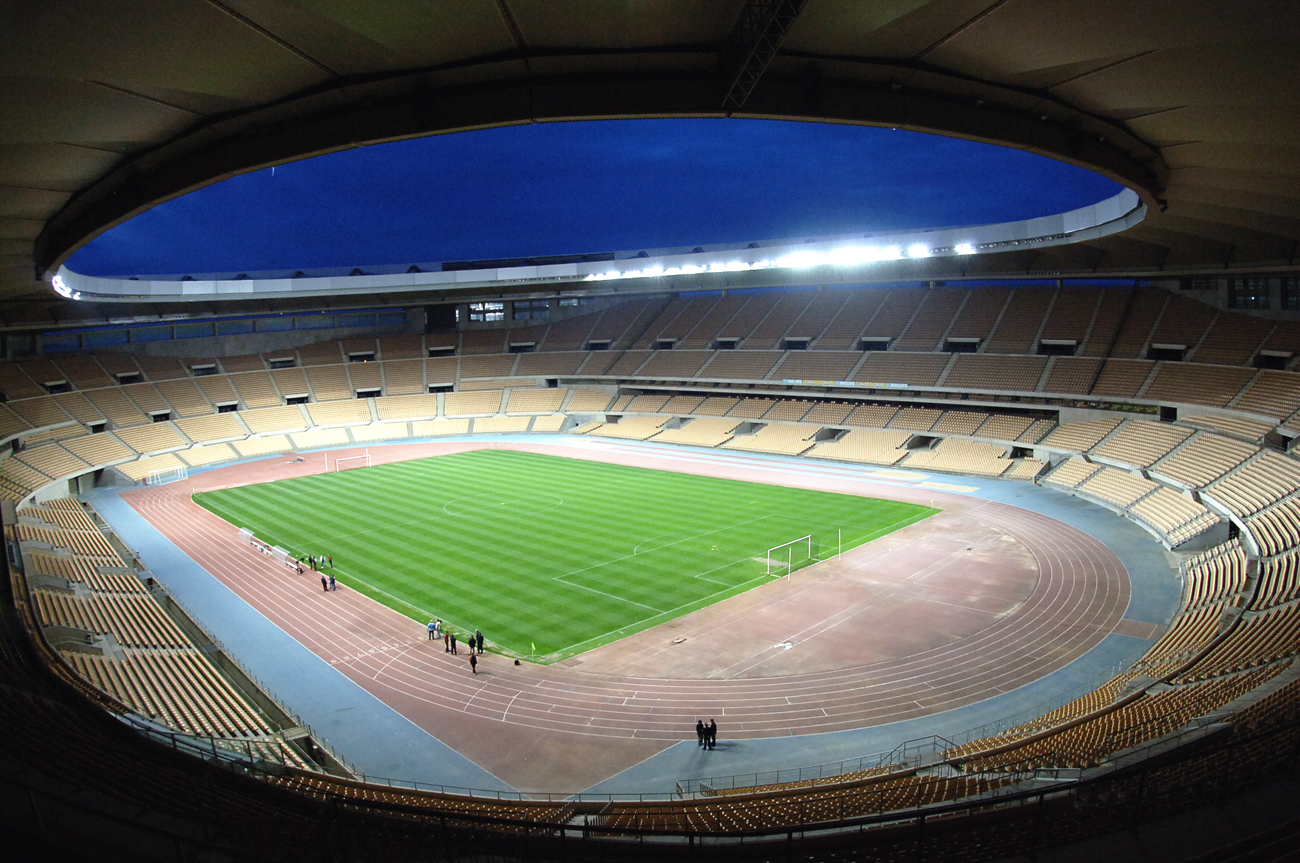
Das Olympiastadion von Sevilla im Jahr 2011

Das Kugelstoßen der Männer bei den Leichtathletik-Weltmeisterschaften 1999 wurde am 21. August 1999 im Olympiastadion der spanischen Stadt Sevilla ausgetragen.
Weltmeister wurde der US-amerikanische WM-Dritte von 1997 Cottrell J. Hunter. Wie schon zwei Jahre zuvor kam der Deutsche Oliver-Sven Buder auf den zweiten Platz. Er war 1990 – damals noch für die DDR startend – Vizeeuropameister. Der Olympiadritte von 1996, WM-Dritte von 1993, Europameister von 1998 und Vizeeuropameister von 1994 Oleksandr Bahatsch aus der Ukraine errang die Bronzemedaille. Er war 1997 zunächst als Sieger des Kugelstoßens geehrt worden, war jedoch anschließend des Dopingmissbrauchs mit Ephedrin überführt worden und hatte seine Goldmedaille wieder abgeben müssen. Eine Sperre hatte es nicht gegeben, sodass er im Jahr darauf bei den Europameisterschaften wieder an den Start gehen konnte und gewann.

## Bestehende Rekorde
| Weltrekord               | 23,12 m | Randy Barnes   | Los Angeles, USA        | 20. Mai 1990    |
| Weltmeisterschaftsrekord | 22,23 m | Werner Günthör | WM 1987 in Rom, Italien | 29. August 1987 |

Der bestehende WM-Rekord wurde bei diesen Weltmeisterschaften nicht eingestellt und nicht verbessert.

## Legende
Kurze Übersicht zur Bedeutung der Symbolik – so üblicherweise auch in sonstigen Veröffentlichungen verwendet:
| – | verzichtet |
| x | ungültig   |

## Qualifikation
21. August 1999, 10:25 Uhr
28 Teilnehmer traten in zwei Gruppen zur Qualifikationsrunde an. Die Qualifikationsweite für den direkten Finaleinzug betrug 20,00 m. Neun Athleten übertrafen diese Marke (hellblau unterlegt). Das Finalfeld wurde mit den drei nächstplatzierten Sportlern auf zwölf Kugelstoßer aufgefüllt (hellgrün unterlegt). So mussten schließlich 19,83 m für die Finalteilnahme erbracht werden.

### Gruppe A
| Platz | Name              | Nation         | Resultat (m) | 1. Versuch (m) | 2. Versuch (m) | 3. Versuch (m) |
| 1     | John Godina       | USA            | 20,69        | 19,85          | 19,87          | 20,69          |
| 2     | Oliver-Sven Buder | Deutschland    | 20,50        | 20,50          | –              | –              |
| 3     | Jurij Bilonoh     | Ukraine        | 20,47        | 20,47          | –              | –              |
| 4     | Arsi Harju        | Finnland       | 20,16        | 20,16          | –              | –              |
| 5     | Andy Bloom        | USA            | 20,07        | 20,07          | –              | –              |
| 6     | Burger Lambrechts | Südafrika      | 19,93        | x              | x              | 19,93          |
| 7     | Saulius Kleiza    | Litauen        | 19,83        | 19,12          | 19,83          | x              |
| 8     | Roman Wirastjuk   | Ukraine        | 19,73        | 19,71          | 19,56          | 19,73          |
| 9     | Mark Proctor      | Großbritannien | 19,63        | 19,63          | 19,08          | x              |
| 10    | Paolo Dal Soglio  | Italien        | 19,48        | x              | 19,48          | x              |
| 11    | Gunnar Pfingsten  | Deutschland    | 19,47        | 19,30          | x              | 19,47          |
| 12    | Pavol Pankúch     | Slowakei       | 19,37        | 18,86          | 19,37          | 19,20          |
| 13    | Shakti Singh      | Indien         | 18,58        | 18,33          | 18,57          | 18,58          |
| 14    | Michalis Louca    | Zypern         | 18,54        | 18,54          | x              | 18,20          |

### Gruppe B
| Platz | Name                | Nation         | Resultat (m) | 1. Versuch (m) | 2. Versuch (m) | 3. Versuch (m) |
| 1     | Kevin Toth          | USA            | 20,52        | 20,52          | –              | –              |
| 2     | Cottrell J. Hunter  | USA            | 20,36        | 20,36          | –              | –              |
| 3     | Dragan Perić        | BR Jugoslawien | 20,27        | 20,27          | –              | –              |
| 4     | Oleksandr Bahatsch  | Ukraine        | 20,12        | 20,12          | –              | –              |
| 5     | Ville Tiisanoja     | Finnland       | 19,87        | 19,60          | 19,57          | 19,87          |
| 6     | Mika Halvari        | Finnland       | 19,61        | 19,61          | 19,10          | x              |
| 7     | Gheorghe Gușet      | Rumänien       | 19,46        | x              | 19,46          | 19,41          |
| 8     | Michael Mertens     | Deutschland    | 19,37        | 19,37          | x              | 19,35          |
| 9     | Janus Robberts      | Südafrika      | 19,37        | 19,37          | 19,29          | x              |
| 10    | Joachim Olsen       | Dänemark       | 19,13        | 19,13          | 18,64          | 19,10          |
| 11    | Fernando Alves      | Portugal       | 18,98        | 18,82          | 18,98          | 18,40          |
| 12    | Andrej Michnewitsch | Belarus        | 18,93        | 18,77          | 18,93          | x              |
| 13    | Váios Tíggas        | Griechenland   | 18,50        | 18,03          | 18,35          | 18,50          |
| 14    | Milan Haborák       | Slowakei       | 18,37        | x              | 17,38          | 18,37          |

In der Qualifikation aus Gruppe B ausgeschiedene Kugelstoßer:

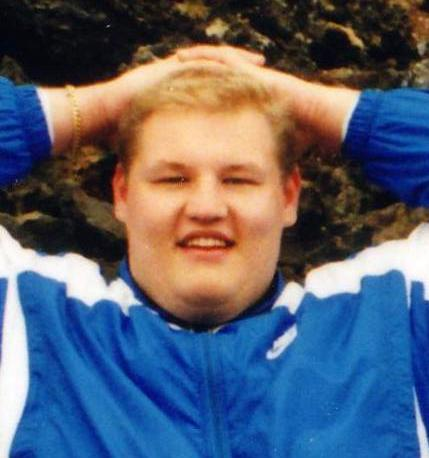
Mika Halvari – 19,61 m
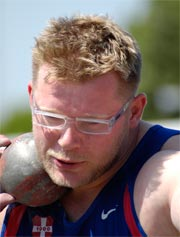
Joachim Olsen – 19,13 m
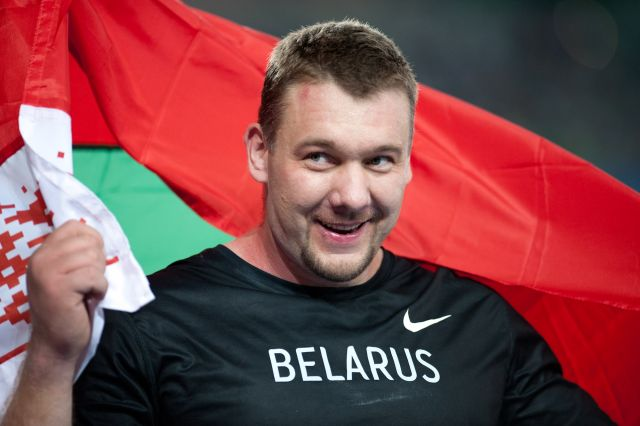
Andrej Michnewitsch – 18,93 m
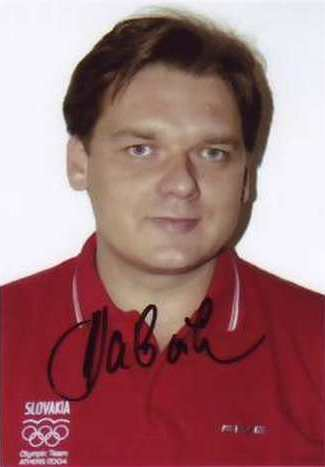
Milan Haborák – 18,37 m

## Finale

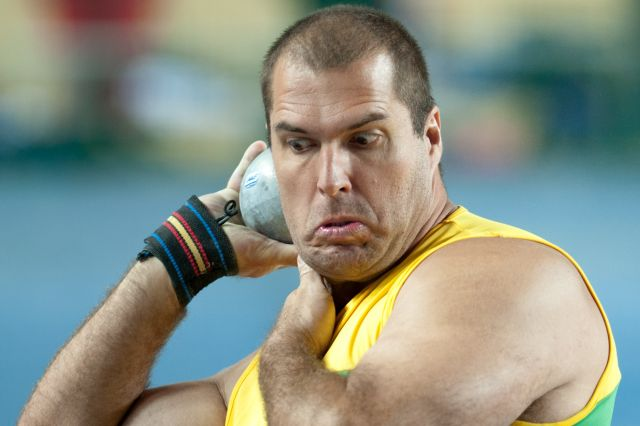
Burger Lambrechts belegte mit 19,29 m Rang neun

21. August 1999, 19:50 Uhr
| Platz | Name               | Nation         | Resultat (m) | 1. Versuch (m) | 2. Versuch (m) | 3. Versuch (m) | 4. Versuch (m)                              | 5. Versuch (m)                              | 6. Versuch (m)                              |
| 1     | Cottrell J. Hunter | USA            | 21,79        | 20,62          | x              | 20,65          | x                                           | 21,09                                       | 21,79                                       |
| 2     | Oliver-Sven Buder  | Deutschland    | 21,42        | 20,60          | 21,03          | 20,88          | 21,42                                       | x                                           | 20,47                                       |
| 3     | Oleksandr Bahatsch | Ukraine        | 21,26        | 20,60          | 21,00          | x              | x                                           | x                                           | 21,26                                       |
| 4     | Andy Bloom         | USA            | 20,95        | 20,05          | 20,61          | 20,95          | x                                           | x                                           | 20,35                                       |
| 5     | Jurij Bilonoh      | Ukraine        | 20,60        | 20,60          | x              | x              | 20,37                                       | x                                           | x                                           |
| 6     | Dragan Perić       | BR Jugoslawien | 20,35        | x              | 20,35          | x              | x                                           | 20,01                                       | x                                           |
| 7     | John Godina        | USA            | 20,35        | x              | 20,35          | x              | x                                           | x                                           | x                                           |
| 8     | Ville Tiisanoja    | Finnland       | 19,93        | 19,93          | 19,60          | 19,46          | 19,87                                       | x                                           | x                                           |
| 9     | Burger Lambrechts  | Südafrika      | 19,29        | x              | 19,29          | x              | nicht im Finale der besten acht Kugelstoßer | nicht im Finale der besten acht Kugelstoßer | nicht im Finale der besten acht Kugelstoßer |
| 10    | Saulius Kleiza     | Litauen        | 19,01        | 18,51          | 19,01          | x              | nicht im Finale der besten acht Kugelstoßer | nicht im Finale der besten acht Kugelstoßer | nicht im Finale der besten acht Kugelstoßer |
| NM    | Kevin Toth         | USA            | ogV          | x              | x              | x              | nicht im Finale der besten acht Kugelstoßer | nicht im Finale der besten acht Kugelstoßer | nicht im Finale der besten acht Kugelstoßer |
| NM    | Arsi Harju         | Finnland       | ogV          | x              | x              | x              | nicht im Finale der besten acht Kugelstoßer | nicht im Finale der besten acht Kugelstoßer | nicht im Finale der besten acht Kugelstoßer |